# Rick Astley
Richard Paul "Rick" Astley (Newton-le Willows, 1966. február 6. –) angol énekes. Az ő nevéhez fűződik az a dal, a Never Gonna Give You Up mely 1987-ben 25 országban listavezető volt, valamint ő az egyetlen férfi szólista, kinek az első 8 kislemeze Top 10-es helyezést ért el az Egyesült Királyságban. Fénykorában mintegy 40 millió lemezt adott el világszerte.
1993-ban visszavonult a nyilvánosságtól, majd 2007-ben mint "Internetes Jelenség" tért vissza, és az MTV Best Music Awards 2008-on az Internetes felhasználók körében elnyerte a Legjobb jelenség díját.

## Zenei pályafutása
Az 1980-as években kezdődött Rick Astley pályafutása, amit minden bizonnyal a "Never Gonna Give You Up" című számának köszönhet.

### Gyermekkora
Richard Paul Astley 1966. február 6-án született Newton-le Willows-ban, Lancashire-ben, Angliában. Ő volt a negyedik gyermek a családban, szülei elváltak, amikor Rick  ötéves  volt. Zenei karrierje akkor kezdődött, amikor 10 éves volt, és a helyi templomi kórusban énekelt. Már az iskola évek alatt dobolt számos helyi zenekarban, ahol találkozott David Morris gitárossal. Az iskolai évek alatt Rick apja kertészeti vállalkozásában dolgozott, illetve egy Északi Klubban dobolt, illetve Beatles és Shadows dalokat adott elő. Számos helyi tehetségkutató versenyt megnyert.

### Az első lemezszerződés
1985-ben Astley mint dobos egy FBI nevű zenekarban dolgozott többek között Morrisszal, a gitárossal. A jól ismert helyi zenekar kocsmákban és klubokban zenélt, majd amikor az FBI énekese távozott a zenekarból Astley felajánlotta, hogy ő lesz az énekes. Ekkor vette észre a PWL Records vezetője Pete Waterman Astley tehetségét, és kérte, hogy dolgozzon vele a PWL Stúdióban. Astley kezdeti gátlásait a stúdió vezetősége, és dalszövegírói segítettek neki leküzdeni, és énekest faragtak a fiúból.

### A siker
Astley első kislemeze a When You Gonna címet viselte, melyen Lisa Carterrel is közreműködött, a kevés promóciónak köszönhetően nem ért el túl nagy sikereket, majd 1987-ben Újév napján megjelent a Never Gonna Give You Up című dal. A brit slágerlistákon a dal első helyezett lett, és öt hétig vezette a listát, illetve az év legnagyobb példányszámban eladott kislemeze volt. A dal világszerte 1. helyezett volt a slágerlistákon, valamint a dal elnyerte a legjobb brit kislemez díját 1988-ban. A következő kislemez a Whenever You Need Somebody című dal volt, mely októberben jelent meg. A dalt eredetileg 1985-ben O'Chi Brown-nal vették fel, majd az újrakevert változat, melyet Astley adott elő, szintén listavezető lett több országban is. Az Egyesült Királyságban 3. helyezett volt a dal, így ott 4x platina is járt az eladások után.
1987 karácsonyán Astley egy Nat King Cole klasszikussal a When I Falling Love című dallal, a kiadók versenyeztek az első helyért. A nagy karácsonyi versenyben kérdéses volt, hogy Rick új dala, vagy a Pet Shop Boys éri majd el az első helyezést a brit listán. Végül ez utóbbi győzött annak ellenére hogy Astley balladája 200 000 példányban fogyott a boltokból.
1988-ban új kislemez látott világot Together Forever címmel. A dal az Egyesült Királyságban elérte a 2. helyezést. Az első helyen az akkor szintén szárnypróbálgató Kylie Minogue állt I Should Be So Lucky című dalával. Astley új dalával az amerikai piacot is meghódította, így 1989-ben Grammy-díjra jelölték, azonban ezt nem ő, hanem Tracy Chapman kapta meg.
Az ötödik, és egyben utolsó kimásolt kislemez a debütáló albumról az It Would Take a Strong Strong Man címet viselte, azonban ez nem jelent meg Nagy-Britanniában, a dalt az Észak-Amerikai piacra szánták. A dal az amerikai Billboard Hot 100-as listán a 10. helyezést érte el, Kanadában 1. helyen végzett.
A PWL stúdióban a második album előkészületeinél tűz ütött ki, így számos új anyag elpusztult, és a második album Hold Me In Your Arms késve jelent meg 1989 januárjában. Az albumról kimásolt öt kislemez 8. helyezést ért el az Egyesült Királyságban, 19. helyezést Amerikában, és arany, illetve platinalemezekkel jutalmazták e két kontinensen az eladások alapján.
Miután Astley szakított a PWL kiadóval egy teljesen más stílust kezdett képviselni. Zenéi érettebbek voltak, és ő maga is megváltozott. Astley kapcsolata a brit médiával jelentősen megromlott. A média a Stock Aitken Waterman páros bábjának nevezte őt. A negatív sajtó az Astleyről alkotott képe miatt a lemezeladások jelentősen csökkentek, viszont a második albumról kimásolt kislemez She Wants to Dance with Me mind a brit és amerikai listákon 6. helyezést ért el. A Take Me To Your Heart című dala volt a következő kislemez, mely a 8. helyig jutott a brit listákon. A Hold Me In Your Arms ballada a brit listák 10. helyén landolt, de Észak-Amerikában nem jelent meg. Az amerikai piacra teljesen más dalokat szántak Giving Up On Love címűt és egy The Temptations dal átiratot. A dalok a 38. és 89. helyig jutottak a listákon.
1989 decemberében Astley világkörüli turnéra indult. 18 országon érintett, köztük az Egyesült Királyság, USA, Ausztrália és Japánt is. A turné fárasztó volt, és a sajtó rosszízű hozzáállása miatt Astley végül úgy döntött szakít a PWL kiadóval, és az RCA Records-hoz szerződik.

### Stílusváltás
1990-re Astley felhagyott a dance-pop stílussal, és egy teljesen más zenei műfajt kezdett képviselni. A 3. album a Free nevet kapta, mely 1991-ben jelent meg. Az albumról három kislemez látott napvilágot, valamint Elton John is közreműködött rajta. A 3. album nagy sikere a Cry For Help című ballada volt, mely az Egyesült Királyságban a 7. helyezésig jutott, illetve hasonló helyezést ért el az USA-ban is. Astley bekerült a Guinnes Rekordok könyvébe is, mivel ő lett az első férfi szólista, akinek az első nyolc kislemeze mind első helyezést ért el a listákon. Ezt a rekordot a mai napig ő képviseli. A másik két kislemez az albumról nem értek el átütő sikert. A Move Right Out az 58. helyig jutott az Egyesült Királyságban, és a 81. helyig az USA-ban. A Never Knew Love elérte a 70. helyet a brit listákon, amerikában nem került fel a slágerlistára.
A következő album a Body & Soul 1993-ban jelent meg, de mire az album napvilágot látott volna Astley úgy döntött visszavonul a zeneiparból. Ennek eredményeképpen az album nem kapott túl nagy nyilvánosságot. Két kislemez a The Ones You Love és a Hopelessly egész jól teljesített az amerikai listákon. A The Ones You Love a 48. helyig jutott a brit listán. A másik dal Hopelessly a 28 helyig jutott a Billboard Top 100-as listáján.

### Visszavonulás
Astley úgy döntött 1993-ban, 27 évesen, hogy visszavonul, és idejét a családjának szenteli. Lánya Emilie 1992-ben született. 1994-ben csupán mint háttérénekes közreműködött a The Lion King filmek betétdalaiban.

### Újra színpadon
Közel tíz évvel azután, hogy megjelent búcsúalbuma a Body & Soul, újra visszatért Astley a zenei világba, és aláírt egy lemezszerződést a Polydor lemezkiadóval. Ennek eredményeképpen új lemez születhetett Keep It Turned On It címmel 2002-ben. Az albumról az egyetlen kimásolt kislemez a Sleeping volt, melyet Todd Terry remixelt, így válhatott népszerűvé ez a dal.
Astley első válogatásalbuma a Greatest Hits 2002-ben jelent meg, és 16. helyen végzett az UK Album listán, és aranylemez lett. 2004-ben Astley először indult turnéra 14 év után, és ez oda vezetett, hogy egy rekord szerződést kötött a Sony-Bmg kiadóval. 2005 márciusában Astley új albuma a Portrait nem lett olyan sikeres mint előző albumai, így sem Astley, sem a kiadó nem volt megelégedve a végeredménnyel. Az angol listán is csupán csak a 26. helyig sikerült feljutnia.
2008-ban újabb válogatás látott napvilágot The Ultimate Collection Rick Astley címmel a Sony-Bmg kiadásában, majd a lemez a 17. helyig jutott a brit Top 40 album listáján. 2008 szeptemberében Astleyt jelölték a Best Act díjra az MTV Europe Music Awards díjkiosztón, miután egy Internetes kampányt indítottak a rajongók, így lett Astley a jelölt, de mivel Liverpoolban tartózkodott, nem tudta személyesen átvenni a díjat. A 2000-es évek végén ismét megnőtt a kereslet a 80-as években virágkorát élő előadók iránt, úgy mint Boy George, Belinda Carlisle, Kim Wilde, és többek között ők is felléptek különböző fesztiválokon Astley-vel együtt.

### Manapság
Astley Peter Kay's műsorában meghívott vendégként jelentette be új kislemezének megjelenését, mely 2010. április 22-én jelent meg Lights Out címmel saját kiadójánál. Az ehhez kapcsolódó album 2010. június 7-én jelent meg. A kislemez 17 év után a kislemez listán 17. helyen végzett. A rádiók is jól fogadták a dalt, és az Airplay listán a 15. helyig jutott. A kislemez listán csupán a 97. helyig jutott.
2010 nyarán Astley rádiós Dj lett a londoni Magic FM-nél, ahol vasárnaponként show műsorral jelentkezett. 2010-ben házigazdája volt Chris Evans Reggeli műsorának a BBC Radio 2-es csatornáján is.

## Magánélete
Rick Astley felesége Lene Bausager, lányuk Emilie aki 1992-ben született. Astley és felesége 1988-ban találkoztak először az RCA kiadónál, ahol Bausager promoterként dolgozott. Később feleségét mint filmrendezőt jelölték a 2006-os Oscar díjra a legjobb élőszereplős rövidfilm kategóriában. A család London külvárosában Richmondban él.

## Diszkográfia
Stúdióalbumok
- Whenever You Need Somebody (1987)
- Hold Me in Your Arms (1988)
- Free (1991)
- Body and Soul (1993)
- Keep It Turned On (2001)
- Portrait (2006)
- My Red Book (2013)
- 50 (2016)
- Beautiful Life (2018)

## RickRolling Internet-jelenség
2007-ben Astley lett a tárgya egy internetes mémnek, melyet Rickrollingnak neveztek el. Ennek lényege, hogy a megadott, neve alapján valami másra mutató link a felhasználókat gyanútlanul Rick Astley Never Gonna Give You Up videóklipjéhez irányította. A mém a felhasználók körében hamar népszerű lett, így minden kiemelt videó mellett megjelent a Rickroll, melynek következtében több millió internetezőt tréfáltak meg. Rick népszerűségéből pénz nem származott, mindössze 12 dollár jogdíjat kapott a YouTube-tól.

## További információ
- Rick Astley hivatalos weboldala
- Rick Astley Official My Space
- Rick Astley hivatalos YouTube csatornája 1987-93 (nem minden országban elérhető)
- Rick Astley hivatalos YouTube csatornája 2010 (nem minden országban elérhető)